# Grottenruine Riedfluh
Die Ruine Riedfluh ist eine Höhlenburg (Grottenburg) bei Eptingen im schweizerischen Kanton Basel-Landschaft. Sie liegt eingebettet in den Felsen am Südhang des Ränggen. Die Ruine liegt 300 Meter südöstlich und unterhalb der Ruinen Ränggen (mehrere Anlagen). Die Burg wurde in vier Hauptphasen erbaut, von welchen noch Mauerreste geblieben sind.

## Geschichte
Erste Bauten entstanden um 1050, womit die Anlage zu den ältesten Burganlagen in der Region zählt. Erbaut wurde sie womöglich zur Sicherung der Passroute. Nach einem Brand wurde der Innenraum der Burg noch im selben Jahrhundert umgebaut und in mehrere Räume unterteilt. Erweiterungen auf der Talseite fanden im späten 11. Jahrhundert und im 12. Jahrhundert statt. Hinzu kamen ein Pferdestall sowie ein Ausguck in einer Felsnische, welche nur vom Haupttrakt aus erreichbar war. Einmalig war die qualitätsvolle architektonische Ausstattung mit kapitellgeschmückten Gliederpfeilern, Gewölbesteinen und verzierten Quadern aus Buntsandstein. 1200 wurde die Burg bei einem Brand zerstört.
Vermutliche Erbauer der Burg waren die Vorfahren der Herren von Eptingen oder der Grafen von Rheinfelden. Die Herren von Eptingen werden 1189 schriftlich erwähnt als Gefolgsleute des Bischofs von Basel. Die vielen Burgen und Familienhöfe in ihrem Besitz sowie reiche archäologische Funde deuten auf großen Wohlstand der Eptinger hin. Womöglich profitierten sie stark, als Rudolf von Rheinfelden 1080 starb und sein Besitz unter seinen Gegnern aufgeteilt wurde.
1968 wurde die Ruine Riedfluh wiederentdeckt. Von 1981 bis 1983 wurde die Anlage freigelegt, wissenschaftlich untersucht und konserviert. Weiterführende Konservierungsarbeiten wurden 2007 durchgeführt.

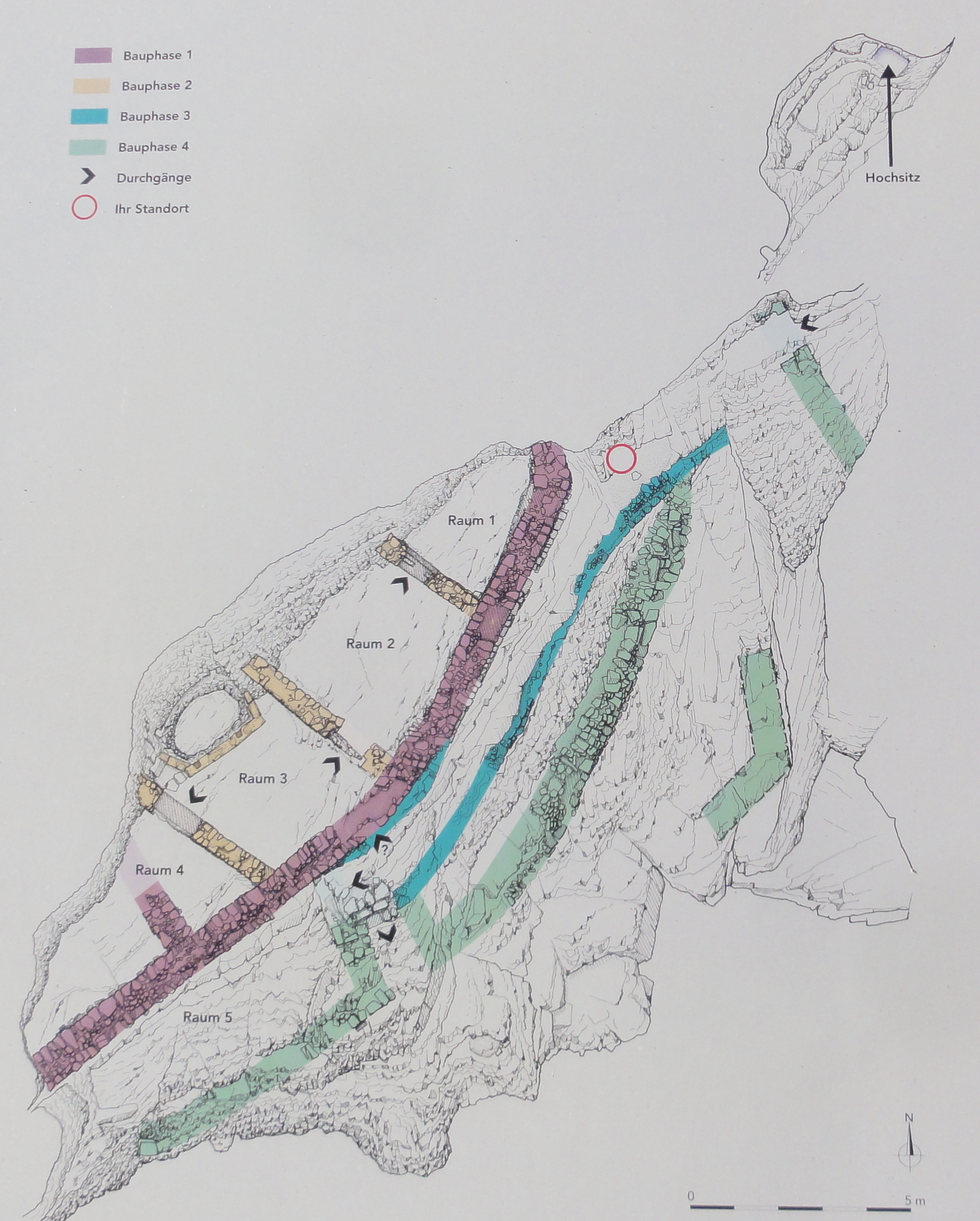
Bauphasen im Überblick (Ausschnitt aus der Infotafel der Ruine Riedfluh)